# Ecuador op het wereldkampioenschap voetbal 2006
Ecuador was een van de deelnemende landen aan het Wereldkampioenschap voetbal 2006 in Duitsland. Het Zuid-Amerikaanse land nam voor de tweede keer in de geschiedenis deel. Eerder deed Ecuador mee aan de editie van 2002. Ondanks een overwinning op Kroatië strandde de ploeg toen in de eerste ronde.

## Kwalificatie
Als lid van de CONMEBOL die bestaat uit 10 ingeschreven nationale voetbalelftallen speelde Ecuador in een gehele competitie waarin alle landen deelnamen. Ieder land ontmoette elkaar in zowel een thuis- als een uitwedstrijd. De top vier zou zich rechtstreeks kwalificeren, terwijl de nummer vijf het zou mogen opnemen tegen de winnaar van het kwalificatietoernooi van de OFC.
Na een verplichte overwinning op Venezuela in de openingsronde verliep het Ecuador ronduit slecht. Van Brazilië, Paraguay en Argentinië werd verloren, terwijl men tegen Peru niet verder kwam dan een gelijkspel. Daarna kwam de ommekeer, maar werd er alsnog tegen drie nederlagen en drie gelijke spelen opgelopen. De acht overwinningen die werden geboekt, waaronder op Argentinië en Brazilië leverden Ecuador uiteindelijk toch een verdienstelijke derde plaats in de groep op, waarmee kwalificatie was verzekerd.

### Wedstrijden
|                                            |                                         |       |           |                                                                                           |
| 6 september 2003 WK-kwalificatie 16:00 uur | Ecuador                                 | 2 – 0 | Venezuela | Estadio Olímpico Atahualpa, Quito Toeschouwers: 14.997 Scheidsrechter: Rubén Selman (CHI) |
| 6 september 2003 WK-kwalificatie 16:00 uur | Giovanny Espinoza 6' Carlos Tenorio 67' |       |           | Estadio Olímpico Atahualpa, Quito Toeschouwers: 14.997 Scheidsrechter: Rubén Selman (CHI) |

|                                             |                |       |         |                                                                                        |
| 10 september 2003 WK-kwalificatie 20:45 uur | Brazilië       | 1 – 0 | Ecuador | Estádio Vivaldo Lima, Manaus Toeschouwers: 36.601 Scheidsrechter: Luis Solorzano (VEN) |
| 10 september 2003 WK-kwalificatie 20:45 uur | Ronaldinho 13' |       |         | Estádio Vivaldo Lima, Manaus Toeschouwers: 36.601 Scheidsrechter: Luis Solorzano (VEN) |

|                                            |                                       |       |                   | |
| 15 november 2003 WK-kwalificatie 19:20 uur | Paraguay                              | 2 – 1 | Ecuador           | Estadio Defensores del Chaco, Asunción Toeschouwers: 12.000 Scheidsrechter: Juan Carlos Paniagua (BOL) |
| 15 november 2003 WK-kwalificatie 19:20 uur | Roque Santa Cruz 29' José Cardozo 70' |       | 58' Edison Méndez | Estadio Defensores del Chaco, Asunción Toeschouwers: 12.000 Scheidsrechter: Juan Carlos Paniagua (BOL) |

|                                            |         |       |      |                                                                                                |
| 19 november 2003 WK-kwalificatie 17:00 uur | Ecuador | 0 – 0 | Peru | Estadio Olímpico Atahualpa, Quito Toeschouwers: 34.361 Scheidsrechter: Epifanio González (PAR) |
| 19 november 2003 WK-kwalificatie 17:00 uur |         |       |      | Estadio Olímpico Atahualpa, Quito Toeschouwers: 34.361 Scheidsrechter: Epifanio González (PAR) |

|                                         |                   |       |         |                                                                                            |
| 30 maart 2004 WK-kwalificatie 20:30 uur | Argentinië        | 1 – 0 | Ecuador | Estadio Monumental, Buenos Aires Toeschouwers: 55.000 Scheidsrechter: Martín Vázquez (URU) |
| 30 maart 2004 WK-kwalificatie 20:30 uur | Hernán Crespo 60' |       |         | Estadio Monumental, Buenos Aires Toeschouwers: 55.000 Scheidsrechter: Martín Vázquez (URU) |

|                                       |                                       |       |                    |                                                                                              |
| 2 juni 2004 WK-kwalificatie 16:00 uur | Ecuador                               | 2 – 1 | Colombia           | Estadio Olímpico Atahualpa, Quito Toeschouwers: 31.484 Scheidsrechter: Héctor Baldassi (ARG) |
| 2 juni 2004 WK-kwalificatie 16:00 uur | Agustín Delgado 3' Franklin Salas 66' |       | 57' Frankie Oviedo | Estadio Olímpico Atahualpa, Quito Toeschouwers: 31.484 Scheidsrechter: Héctor Baldassi (ARG) |

|                                       |                                                                   |       |                                                 |                                                                                            |
| 5 juni 2004 WK-kwalificatie 16:00 uur | Ecuador                                                           | 3 – 2 | Bolivia                                         | Estadio Olímpico Atahualpa, Quito Toeschouwers: 30.020 Scheidsrechter: Gustavo Brand (VEN) |
| 5 juni 2004 WK-kwalificatie 16:00 uur | Herman Soliz 27' (e.d.) Agustín Delgado 32' Ulises de la Cruz 38' |       | 57' Limberg Gutiérrez 74' José Alfredo Castillo | Estadio Olímpico Atahualpa, Quito Toeschouwers: 30.020 Scheidsrechter: Gustavo Brand (VEN) |

|                                            |                  |       |         |                                                                                            |
| 5 september 2004 WK-kwalificatie 15:15 uur | Uruguay          | 1 – 0 | Ecuador | Estadio Centenario, Montevideo Toeschouwers: 28.000 Scheidsrechter: Gilberto Hidalgo (PER) |
| 5 september 2004 WK-kwalificatie 15:15 uur | Carlos Bueno 57' |       |         | Estadio Centenario, Montevideo Toeschouwers: 28.000 Scheidsrechter: Gilberto Hidalgo (PER) |

|                                           |                                     |       |       |                                                                                          |
| 10 oktober 2004 WK-kwalificatie 17:00 uur | Ecuador                             | 2 – 0 | Chili | Estadio Olímpico Atahualpa, Quito Toeschouwers: 27.956 Scheidsrechter: René Ortubé (BOL) |
| 10 oktober 2004 WK-kwalificatie 17:00 uur | Iván Kaviedes 49' Edison Méndez 64' |       |       | Estadio Olímpico Atahualpa, Quito Toeschouwers: 27.956 Scheidsrechter: René Ortubé (BOL) |

|                                           |                                                                 |       |                         |                                                                                               |
| 14 oktober 2004 WK-kwalificatie 19:00 uur | Venezuela                                                       | 3 – 1 | Ecuador                 | Estadio Polideportivo, San Cristóbal Toeschouwers: 13.800 Scheidsrechter: Eduardo Lecca (PER) |
| 14 oktober 2004 WK-kwalificatie 19:00 uur | Gabriel Urdaneta 20' (pen.) Ruberth Morán 72' Ruberth Morán 80' |       | 41' (pen.) Marlon Ayoví | Estadio Polideportivo, San Cristóbal Toeschouwers: 13.800 Scheidsrechter: Eduardo Lecca (PER) |

|                                            |                   |       |          |                                                                                         |
| 17 november 2004 WK-kwalificatie 16:00 uur | Ecuador           | 1 – 0 | Brazilië | Estadio Olímpico Atahualpa, Quito Toeschouwers: 38.308 Scheidsrechter: Óscar Ruiz (COL) |
| 17 november 2004 WK-kwalificatie 16:00 uur | Edison Méndez 77' |       |          | Estadio Olímpico Atahualpa, Quito Toeschouwers: 38.308 Scheidsrechter: Óscar Ruiz (COL) |

|                                         |                                                                                                 |       |                                             |                                                                                             |
| 27 maart 2005 WK-kwalificatie 15:00 uur | Ecuador                                                                                         | 5 – 2 | Paraguay                                    | Estadio Olímpico Atahualpa, Quito Toeschouwers: 32.449 Scheidsrechter: Gustavo Méndez (URU) |
| 27 maart 2005 WK-kwalificatie 15:00 uur | Luis Valencia 32' Edison Méndez 45' Edison Méndez 48' Luis Valencia 50' Marlon Ayoví 76' (pen.) |       | 9' (pen.) José Cardozo 14' Salvador Cabañas | Estadio Olímpico Atahualpa, Quito Toeschouwers: 32.449 Scheidsrechter: Gustavo Méndez (URU) |

|                               |                                        |       |                                        |                                                                                  |
| 30 maart 2005 WK-kwalificatie | Peru                                   | 2 – 2 | Ecuador                                | Estadio Nacional, Lima Toeschouwers: 40.000 Scheidsrechter: Carlos Chandía (CHI) |
| 30 maart 2005 WK-kwalificatie | Paolo Guerrero 1' Jefferson Farfán 58' |       | 4' Ulises de la Cruz 45' Luis Valencia | Estadio Nacional, Lima Toeschouwers: 40.000 Scheidsrechter: Carlos Chandía (CHI) |

|                                       |                                        |       |            |                                                                                           |
| 4 juni 2005 WK-kwalificatie 16:00 uur | Ecuador                                | 2 – 0 | Argentinië | Estadio Olímpico Atahualpa, Quito Toeschouwers: 37.583 Scheidsrechter: Rubén Selman (CHI) |
| 4 juni 2005 WK-kwalificatie 16:00 uur | Christian Lara 53' Agustín Delgado 89' |       |            | Estadio Olímpico Atahualpa, Quito Toeschouwers: 37.583 Scheidsrechter: Rubén Selman (CHI) |

|                                       |                                                        |       |         |                                                                                             |
| 8 juni 2005 WK-kwalificatie 15:00 uur | Colombia                                               | 3 – 0 | Ecuador | Estadio Metropolitano, Barranquilla Toeschouwers: 20.402 Scheidsrechter: Carlos Simon (BRA) |
| 8 juni 2005 WK-kwalificatie 15:00 uur | Tressor Moreno 5' Tressor Moreno 9' Martín Arzuaga 70' |       |         | Estadio Metropolitano, Barranquilla Toeschouwers: 20.402 Scheidsrechter: Carlos Simon (BRA) |

|                                            |                |       |                                        |                                                                                          |
| 3 september 2005 WK-kwalificatie 15:00 uur | Bolivia        | 1 – 2 | Ecuador                                | Estadio Hernando Siles, La Paz Toeschouwers: 8.434 Scheidsrechter: Héctor Baldassi (ARG) |
| 3 september 2005 WK-kwalificatie 15:00 uur | Doyle Vaca 41' |       | 8' Agustín Delgado 49' Agustín Delgado | Estadio Hernando Siles, La Paz Toeschouwers: 8.434 Scheidsrechter: Héctor Baldassi (ARG) |

|                                          |         |       |         |                                                                                             |
| 8 oktober 2005 WK-kwalificatie 16:00 uur | Ecuador | 0 – 0 | Uruguay | Estadio Olímpico Atahualpa, Quito Toeschouwers: 37.270 Scheidsrechter: Márcio Rezende (BRA) |
| 8 oktober 2005 WK-kwalificatie 16:00 uur |         |       |         | Estadio Olímpico Atahualpa, Quito Toeschouwers: 37.270 Scheidsrechter: Márcio Rezende (BRA) |

|                                           |       |       |         |                                                                                        |
| 12 oktober 2005 WK-kwalificatie 21:30 uur | Chili | 0 – 0 | Ecuador | Estadio Nacional, Santiago Toeschouwers: 50.000 Scheidsrechter: Horacio Elizondo (ARG) |
| 12 oktober 2005 WK-kwalificatie 21:30 uur |       |       |         | Estadio Nacional, Santiago Toeschouwers: 50.000 Scheidsrechter: Horacio Elizondo (ARG) |

### Eindstand
| Land       | Wed | Win | Gel | Ver | DV | DT | +/- | Pnt |
| ---------- | --- | --- | --- | --- | -- | -- | --- | --- |
| Brazilië   | 18  | 9   | 7   | 2   | 35 | 17 | +18 | 34  |
| Argentinië | 18  | 10  | 4   | 4   | 29 | 17 | +12 | 34  |
| Ecuador    | 18  | 8   | 4   | 6   | 23 | 19 | +4  | 28  |
| Paraguay   | 18  | 8   | 4   | 6   | 23 | 23 | 0   | 28  |
| Uruguay    | 18  | 6   | 7   | 5   | 23 | 28 | –5  | 25  |
| Colombia   | 18  | 6   | 6   | 6   | 24 | 16 | +8  | 24  |
| Chili      | 18  | 5   | 7   | 6   | 18 | 22 | –4  | 22  |
| Venezuela  | 18  | 5   | 3   | 10  | 20 | 28 | –8  | 18  |
| Peru       | 18  | 4   | 6   | 8   | 20 | 28 | –8  | 18  |
| Bolivia    | 18  | 4   | 2   | 12  | 20 | 37 | –17 | 14  |

## Oefeninterlands
Ecuador speelde vijf oefeninterlands in de aanloop naar het WK voetbal in Duitsland, waaronder een tegen Nederland.

|                              |                    |       |          |                                                                                      |
| 25 januari Vriendschappelijk | Ecuador            | 1 – 0 | Honduras | Estadio Monumental, Guayaquil Toeschouwers: 10.000 Scheidsrechter: Pedro Ramos (ECU) |
| 25 januari Vriendschappelijk | Darwin Caicedo 67' |       |          | Estadio Monumental, Guayaquil Toeschouwers: 10.000 Scheidsrechter: Pedro Ramos (ECU) |

|                                     |                |       |         |                                                                                            |
| 1 maart Vriendschappelijk 20:30 uur | Nederland      | 1 – 0 | Ecuador | Amsterdam Arena, Amsterdam Toeschouwers: 30.000 Scheidsrechter: Olegário Benquerença (POR) |
| 1 maart Vriendschappelijk 20:30 uur | Dirk Kuijt 48' |       |         | Amsterdam Arena, Amsterdam Toeschouwers: 30.000 Scheidsrechter: Olegário Benquerença (POR) |

|                            |                 |       |         |                                                                                     |
| 30 maart Vriendschappelijk | Japan           | 1 – 0 | Ecuador | Kyushu Sekiyu Dome, Oita Toeschouwers: 36.507 Scheidsrechter: Shamsul Maidin (SING) |
| 30 maart Vriendschappelijk | Hisato Sato 86' |       |         | Kyushu Sekiyu Dome, Oita Toeschouwers: 36.507 Scheidsrechter: Shamsul Maidin (SING) |

|                          |                      |       |                |                                                                                         |
| 25 mei Vriendschappelijk | Ecuador              | 1 – 1 | Colombia       | Giants Stadium, East Rutherford Toeschouwers: 59.000 Scheidsrechter: Terry Vaughn (USA) |
| 25 mei Vriendschappelijk | Segundo Castillo 52' |       | 55' Elkin Soto | Giants Stadium, East Rutherford Toeschouwers: 59.000 Scheidsrechter: Terry Vaughn (USA) |

|                                    |                                           |       |                    |                                                                                                 |
| 29 mei Vriendschappelijk 19:00 uur | Macedonië                                 | 2 – 1 | Ecuador            | Estadio Teresa Rivero, Madrid Toeschouwers: 4.000 Scheidsrechter: Carlos del Cerro Grande (ESP) |
| 29 mei Vriendschappelijk 19:00 uur | Goran Maznov 28' Igor Mitreski 73' (pen.) |       | 25' Carlos Tenorio | Estadio Teresa Rivero, Madrid Toeschouwers: 4.000 Scheidsrechter: Carlos del Cerro Grande (ESP) |

## Selectie
| №                 | Naam                  | Club                    | Geboortedatum     | Duels | Goal | Weggestuurd | Kreeg voor de tweede keer geel en dus rood | Kreeg geel |
| Doel              | Doel                  | Doel                    | Doel              | Doel  | Doel | Doel        | Doel                                       | Doel       |
| ----------------- | --------------------- | ----------------------- | ----------------- | ----- | ---- | ----------- | ------------------------------------------ | ---------- |
| 1                 | Edwin Villafuerte     | Deportivo Quito         | 12 maart 1979     | 0     | 0    | 0           | 0                                          | 0          |
| 12                | Cristian Mora         | LDU Quito               | 26 augustus 1979  | 4     | 0    | 0           | 0                                          | 1          |
| 22                | Damián Lanza          | SD Aucas                | 10 april 1982     | 0     | 0    | 0           | 0                                          | 0          |
| Verdediging       |                       |                         |                   |       |      |             |                                            |            |
| 2                 | Jorge Guagua          | El Nacional             | 28 september 1981 | 3     | 0    | 0           | 0                                          | 0          |
| 3                 | Iván Hurtado          | Al-Arabi                | 16 augustus 1974  | 3     | 0    | 0           | 0                                          | 1          |
| 4                 | Ulises de la Cruz     | Aston Villa             | 8 februari 1974   | 4     | 0    | 0           | 0                                          | 2          |
| 5                 | José Luis Perlaza     | Centro Deportivo Olmedo | 6 oktober 1981    | 0     | 0    | 0           | 0                                          | 0          |
| 13                | Paul Ambrossi         | LDU Quito               | 14 oktober 1980   | 1     | 0    | 0           | 0                                          | 0          |
| 17                | Giovanny Espinoza     | LDU Quito               | 12 april 1977     | 4     | 0    | 0           | 0                                          | 0          |
| 18                | Neicer Reasco         | LDU Quito               | 23 juli 1977      | 3     | 0    | 0           | 0                                          | 0          |
| Middenveld        |                       |                         |                   |       |      |             |                                            |            |
| 6                 | Patricio Urrutia      | LDU Quito               | 15 oktober 1977   | 3     | 0    | 0           | 0                                          | 0          |
| 7                 | Christian Lara        | El Nacional             | 27 april 1980     | 2     | 0    | 0           | 0                                          | 0          |
| 8                 | Edison Méndez         | LDU Quito               | 16 maart 1979     | 4     | 0    | 0           | 0                                          | 1          |
| 14                | Segundo Castillo      | El Nacional             | 15 mei 1982       | 3     | 0    | 0           | 0                                          | 1          |
| 15                | Marlon Ayoví          | Deportivo Quito         | 27 augustus 1971  | 1     | 0    | 0           | 0                                          | 0          |
| 16                | Luis Antonio Valencia | Recreativo Huelva       | 4 augustus 1985   | 4     | 0    | 0           | 0                                          | 2          |
| 19                | Luis Saritama         | Deportivo Quito         | 20 oktober 1983   | 0     | 0    | 0           | 0                                          | 0          |
| 20                | Edwin Tenorio         | Barcelona Sporting Club | 16 juni 1976      | 4     | 0    | 0           | 0                                          | 0          |
| Aanval            |                       |                         |                   |       |      |             |                                            |            |
| 9                 | Félix Borja           | Olympiakos Piraeus      | 2 april 1983      | 1     | 0    | 0           | 0                                          | 0          |
| 10                | Iván Kaviedes         | Argentinos Juniors      | 24 oktober 1977   | 4     | 1    | 0           | 0                                          | 0          |
| 11                | Agustín Delgado       | LDU Quito               | 23 december 1974  | 3     | 2    | 0           | 0                                          | 0          |
| 21                | Carlos Tenorio        | Al-Sadd                 | 14 mei 1979       | 3     | 2    | 0           | 0                                          | 1          |
| 23                | Cristian Benítez      | El Nacional             | 1 maart 1980      | 1     | 0    | 0           | 0                                          | 0          |
| Bondscoach        |                       |                         |                   |       |      |             |                                            |            |
| Vlag van Colombia | Luis Fernando Suárez  |                         | 23 december 1959  |       |      |             |                                            |            |

## WK-wedstrijden

### Groep A
|                               |       |           |                                        |                                                                                       |
| 9 juni WK-eindronde 21:00 uur | Polen | 0 – 2     | Ecuador                                | Veltins-Arena, Gelsenkirchen Toeschouwers: 65.000 Scheidsrechter: Toru Kamikawa (JPN) |
| 9 juni WK-eindronde 21:00 uur |       | (details) | 24' Carlos Tenorio 80' Agustín Delgado | Veltins-Arena, Gelsenkirchen Toeschouwers: 65.000 Scheidsrechter: Toru Kamikawa (JPN) |

|                                |                                                           |           |            |                                                                                     |
| 15 juni WK-eindronde 15:00 uur | Ecuador                                                   | 3 – 0     | Costa Rica | HSH Nordbank Arena, Hamburg Toeschouwers: 50.000 Scheidsrechter: Coffi Codjia (BEN) |
| 15 juni WK-eindronde 15:00 uur | Carlos Tenorio 8' Agustín Delgado 54' Iván Kaviedes 90+2' | (details) |            | HSH Nordbank Arena, Hamburg Toeschouwers: 50.000 Scheidsrechter: Coffi Codjia (BEN) |

|                                |         |           |                                                         |                                                                                    |
| 20 juni WK-eindronde 16:00 uur | Ecuador | 0 – 3     | Duitsland                                               | Olympiastadion, Berlijn Toeschouwers: 72.000 Scheidsrechter: Valentin Ivanov (RUS) |
| 20 juni WK-eindronde 16:00 uur |         | (details) | 4' Miroslav Klose 44' Miroslav Klose 57' Lukas Podolski | Olympiastadion, Berlijn Toeschouwers: 72.000 Scheidsrechter: Valentin Ivanov (RUS) |

### Eindstand
| Land       | Wed | Win | Gel | Ver | DV | DT | +/− | Pnt |
| ---------- | --- | --- | --- | --- | -- | -- | --- | --- |
| Duitsland  | 3   | 3   | 0   | 0   | 8  | 2  | 6   | 9   |
| Ecuador    | 3   | 2   | 0   | 1   | 5  | 3  | 2   | 6   |
| Polen      | 3   | 1   | 0   | 2   | 2  | 4  | –2  | 3   |
| Costa Rica | 3   | 0   | 0   | 3   | 3  | 9  | –6  | 0   |

### Achtste finale
|                   |                   |           |         |                                                                                                   |
| 25 juni 17:00 uur | Engeland          | 1 – 0     | Ecuador | Gottlieb-Daimler-Stadion, Stuttgart Toeschouwers: 52.000 Scheidsrechter: Frank De Bleeckere (BEL) |
| 25 juni 17:00 uur | David Beckham 60' | (details) |         | Gottlieb-Daimler-Stadion, Stuttgart Toeschouwers: 52.000 Scheidsrechter: Frank De Bleeckere (BEL) |

FEF · A-internationals · Bondscoaches · Selecties · Statistieken · Ecuadoraans vrouwenelftal · Olympisch elftal · Ecuador U21 · Ecuador U20 · Ecuador U18 · Ecuador U17
1938 – 1949 ·
1950 – 1959 ·
1960 – 1969 ·
1970 – 1979 ·
1980 – 1989 ·
1990 – 1999 ·
2000 – 2009 ·
2010 – 2019 ·
2020 − 2029
WK 2002 · 
WK 2006 · 
WK 2014
1938 · 
1939 · 
1940 · 
1941 · 
1942 · 
1943 · 1944 · 
1945 · 
1946 · 
1947 · 
1948 · 
1949 · 
1950 · 1951 · 1952 · 
1953 · 
1954 · 
1955 · 
1956 · 
1957 · 
1958 · 
1959 · 
1960 · 
1961 · 1962 · 
1963 · 
1964 · 
1965 · 
1966 · 
1967 · 1968 · 
1969 · 
1970 · 
1971 · 
1972 · 
1973 · 
1974 · 
1975 · 
1976 · 
1977 · 
1978 · 
1979 · 
1980 · 
1981 · 
1982 · 
1983 · 
1984 · 
1985 · 
1986 · 
1987 · 
1988 · 
1989 · 
1990 · 
1991 · 
1992 · 
1993 · 
1994 · 
1995 · 
1996 · 
1997 · 
1998 · 
1999 · 
2000 · 
2001 · 
2002 · 
2003 · 
2004 · 
2005 · 
2006 · 
2007 · 
2008 · 
2009 · 
2010 · 
2011 · 
2012 · 
2013 · 
2014 · 
2015 · 
2016 · 
2017 ·
2018 ·
2019 ·
2020 ·
2021 ·
2022
Argentinië ·
Armenië ·
Australië ·
Bolivia · 
Brazilië ·
Bulgarije ·
Canada ·
Chili ·
Colombia ·
Costa Rica ·
Cuba ·
Denemarken ·
DDR ·
Duitsland ·
El Salvador ·
Engeland ·
Estland ·
Finland ·
Frankrijk ·
Griekenland ·
Guatemala ·
Haïti ·
Honduras ·
Ierland ·
Irak ·
Iran ·
Italië ·
Jamaica ·
Japan ·
Joegoslavië ·
Jordanië ·
Kaapverdië ·
Koeweit ·
Kroatië · 
Libanon ·
Mexico ·
Nederland ·
Nigeria ·
Noord-Macedonië ·
Oeganda ·
Oman ·
Panama ·
Paraguay ·
Peru ·
Polen ·
Portugal ·
Qatar ·
Roemenië ·
Saoedi-Arabië ·
Schotland ·
Senegal ·
Spanje ·
Trinidad en Tobago ·
Turkije · 
Uruguay ·
Venezuela ·
Verenigde Staten ·
Wit-Rusland ·
Zambia ·
Zuid-Afrika ·
Zuid-Korea ·
Zweden ·
Zwitserland
Costa Rica (2006) · 
Duitsland (2006) · 
Engeland (2006) · 
Frankrijk (2014) · 
Honduras (2014) · 
Nederland (2022) · 
Polen (2006) · 
Qatar (2022) · 
Zwitserland (2014)